# Hémon (fils de Créon)
Pour les articles homonymes, voir Hémon.
Dans la mythologie grecque, Hémon ou Hæmon (en grec ancien Αἵμων / Haímôn), fils de Créon (roi de Thèbes) et d'Eurydice, est un prince thébain.
Homère (Iliade IV, 394-398) mentionne un Maïon (Méon) fils d'Haïmon parmi les Thébains d'Etéocle mais sans aucune autre précision généalogique. Ce Maion est l'un des 2 chefs (avec Lycophontès, fils d'Autophonos) qui, avec 50 jeunes hommes, tendent une embuscade à Tydée (père de Diomède). Tous sont tués sauf Maion qui est renvoyé par Tydée (« pour obéir aux prodiges divins »). L'épisode se place un peu avant la guerre des « Sept contre Thèbes » alors que Polynice et Tydée recherchent des combattants pour les aider à attaquer Thèbes et Etéocle.
Sophocle, dans son Antigone, en fait le fiancé d'Antigone, après avoir été promis à Ismène, la propre sœur d'Antigone. Hémon se suicide après la mort d'Antigone condamnée par le roi Créon.
Pour le Pseudo-Apollodore, Hémon, encore enfant, est tué par le Sphinx/la Sphinge qui ravage la Béotie, avant l'arrivée d'Œdipe.